# آرماگدون (ترانه اسپا)
«آرماگدون» (انگلیسی: Armageddon) ترانه‌ای از گروه دخترانه اهل کره جنوبی، اسپا برای نخستین آلبوم استودیویی گروه با همین نام است. این ترانه در ۲۷ مه ۲۰۲۴ به عنوان دومین تک‌آهنگ از این آلبوم توسط اس‌ام انترتینمنت منتشر شد.

## جدول‌های موسیقی
| جدول (۲۰۲۴)                                   | بالاترین جایگاه |
| --------------------------------------------- | --------------- |
| ۲۰۰ آهنگ جهانی (بیلبورد)                      | ۲۸              |
| هنگ کنگ (بیلبورد)                             | ۹               |
| اندونزی (بیلبورد)                             | ۸               |
| ژاپن (ژاپن هات ۱۰۰)                           | ۶۳              |
| استریم ژاپن (اوریکون)                         | ۴۱              |
| مالزی (بیلبورد)                               | ۶               |
| هلند (گلوبال تاپ ۴۰)                          | ۲۹              |
| تک‌آهنگ‌های داغ نیوزیلند (آرام‌ان‌زی)             | ۲۴              |
| سنگاپور (آرآی‌تی‌اس)                            | ۸               |
| کره جنوبی (گائون)                             | ۴               |
| تایوان (بیلبورد)                              | ۶               |
| دانلود تک‌آهنگ‌های بریتانیا (اوسی‌سی)            | ۲۰              |
| فروش تک‌آهنگ‌های بریتانیایی (شرکت جدول‌های رسمی) | ۲۱              |

| جدول (۲۰۲۴)       | جایگاه |
| ----------------- | ------ |
| کره جنوبی (گائون) | ۴      |

## تاریخچه انتشار
| منطقه | تاریخ      | فرمت                  | ناشر        |
| ----- | ---------- | --------------------- | ----------- |
| مختلف | ۲۷ مه ۲۰۲۴ | دانلود دیجیتال استریم | اس‌ام کاکائو |